# بویگ
بوُیگ (به فرانسوی: Bouygues) شرکت خوشه‌ای فرانسوی است، که در زمینه مهندسی و ساخت‌وساز، توسعه املاک، رسانه‌های گروهی و مخابرات فعالیت می‌کند. این شرکت در سال ۱۹۵۲ توسط فرانسیس بوویگ تأسیس شد و از سال ۱۹۸۹ تا به حال نیز توسط پسرش؛ مارتین بوویگ مدیریت می‌شود. دفتر مرکزی شرکت بوُیگ در پاریس قرار دارد و بخشی از سهام آن در بازار بورس یورونکست پاریس معامله می‌شود.